# Росарио-дель-Тала
Роса́рио-дель-Та́ла (исп. Rosario del Tala) — город и муниципалитет в департаменте Тала провинции Энтре-Риос (Аргентина), административный центр департамента.

## История
Когда в 1783 году Томас де Рокамора основал город Гуалегуай, то под его эгидой оказалось и 6 деревень, одной из которых была Посо-де-ла-Банда-де-Тала. В 1799 году местные жители потребовали создания отдельного прихода, и здесь была построена церковь Нуэстра-Сеньора-дель-Росарио. Это событие и считается основанием Росарио-дель-Тала.
Перепись 1803 года показала, что в деревне проживает 34 семьи. В 1863 году был образован департамент Тала, а 1872 году был создан муниципалитет.